# Molophilus expansistylus
Molophilus expansistylus är en tvåvingeart som beskrevs av Alexander 1929. Molophilus expansistylus ingår i släktet Molophilus och familjen småharkrankar. Inga underarter finns listade i Catalogue of Life.